# Miosson

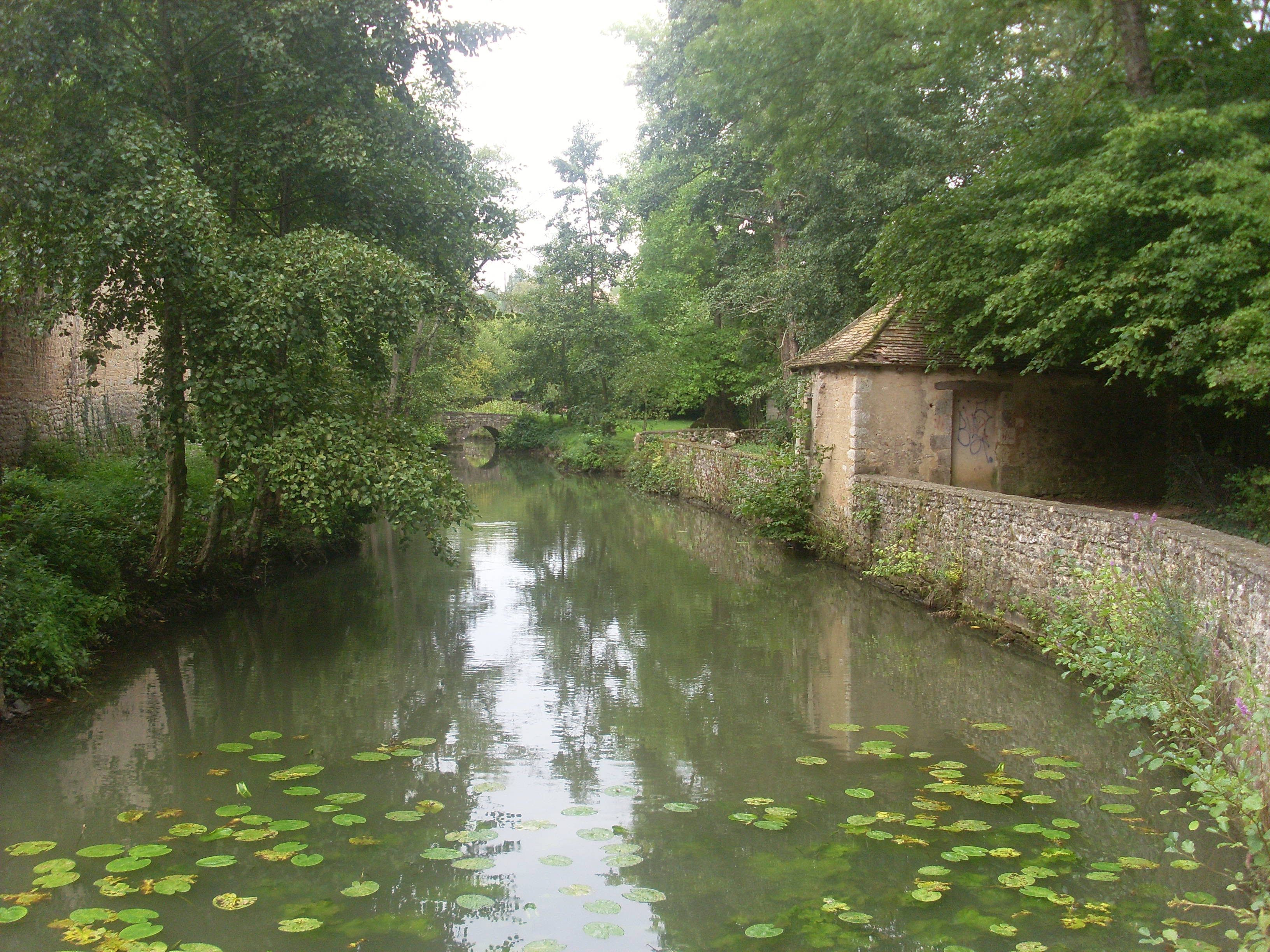
Le Miosson à Nouaillé-Maupertuis

Le Miosson est une rivière française de 2e et 1re catégorie qui coule dans le département de la Vienne, en région Nouvelle-Aquitaine. C'est un affluent du Clain en rive droite, donc un sous-affluent de la Loire par la Vienne.

## Géographie
De 33,4 km de longueur, le Miosson a son origine sur le territoire de la commune de Vernon, à 122 m d'altitude, au sud du lieu-dit Lembranchère, au sud de Gizay. Il a un parcours orienté du sud-est vers le nord-ouest. Il se jette dans le Clain (rive droite) à Saint-Benoît, à 73 m d'altitude, un peu en amont de Poitiers.

### Communes et cantons traversés
Dans le seul département de la Vienne, le Miosson traverse les six communes suivantes, de l'amont vers l'aval, de Vernon (source), Gizay, Nieuil-l'Espoir, Nouaillé-Maupertuis, Smarves et Saint-Benoît (confluence).
Soit en termes de cantons, la Miosson prend source dans le canton de Vivonne, conflue dans le canton de Poitiers-5, le tout dans l'arrondissement de Poitiers.

### Bassin versant
Le Miosson traverse une seule zone hydrographique 'Le Miosson et ses affluents' (L233) de 147 km2 de superficie. Ce bassin versant est constitué à 66,28 % de « territoires agricoles », à 28,46 % de « forêts et milieux semi-naturels », à 4,94 % de « territoires artificialisés ».

### Organisme gestionnaire
L'organisme gestionnaire est le syndicat d'hydraulique de la vallée du Miosson créé dans les années 1950.

## Affluents
Le Miosson a six tronçons affluents référencés dont un bras
Son rang de Strahler est donc de deux.

## Hydrologie
Le Miosson est une rivière très peu abondante.

### Le Miosson à Smarves
Son débit a été observé durant une période de 27 ans (1989-2015), à Smarves, à 90 m d'altitude, localité située peu avant son confluent avec le Clain. La surface prise en compte est de 132 km2, soit 90 % ou la presque totalité du bassin versant de la rivière de 147 km2.
Le module du Miosson à Smarves est de 0,366 m3/s.
La rivière présente des fluctuations saisonnières de débit très marquées, comme une grande partie des cours d'eau du bassin de la Loire. Les hautes eaux se déroulent en hiver et se caractérisent par des débits mensuels moyens situés dans une fourchette allant de 0,579 à 0,824 m3/s, de décembre à mars inclus (avec un maximum très net en janvier). Dès février cependant, le débit baisse progressivement jusqu'aux basses eaux d'été qui ont lieu de juillet à septembre, entraînant une baisse du débit moyen mensuel allant jusqu'à 0,083 m3/s au mois d'août. Mais les fluctuations sont encore plus prononcées sur de courtes périodes, et selon les années.

### Étiage ou basses eaux
C'est-à-dire aux basses eaux, le VCN3, ou débit minimal du cours d'eau enregistré pendant trois jours consécutifs sur un mois, en cas de quinquennale sèche peut chuter jusque 0,013 m3/s, soit treize litres par seconde, ce qui est bien sûr très sévère, même pour une aussi petite rivière. Cette situation est cependant fréquente parmi les cours d'eau de cette région.

### Crues

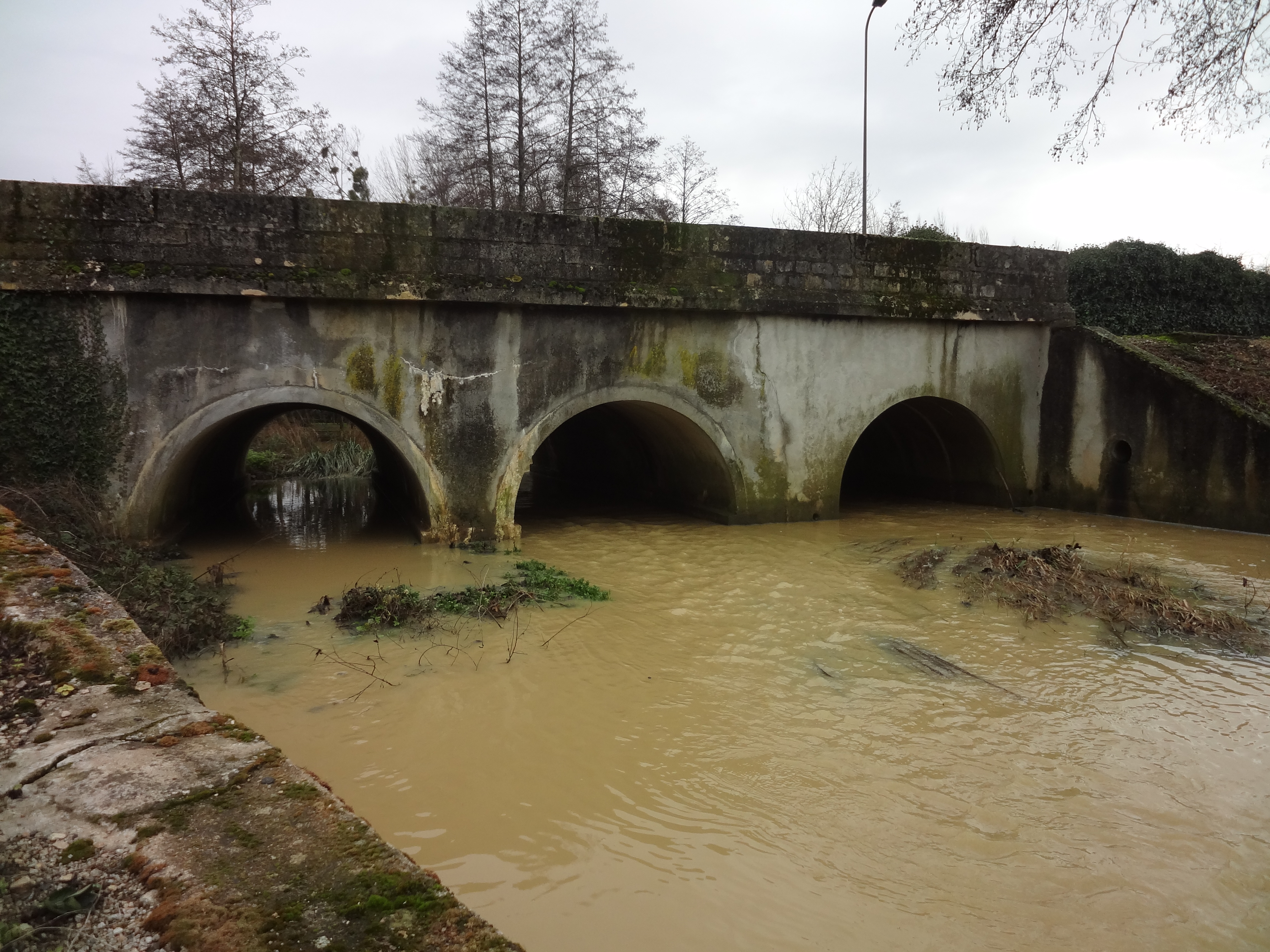
Crue de la Miosson sous le pont de la RD 1 à Nieuil-l'Espoir, le 28 septembre 2013.

Les crues peuvent être assez importantes, compte tenu bien sûr de l'exiguïté du bassin versant de la rivière et de la petitesse de son module. Les QIX 2 et QIX 5 valent en effet respectivement 5,1 et 9,1 m3/s. Le QIX 10 est de 12 m3/s et le QIX 20 de 14 m3/s et le QIX 50 de 18 m3/s.
Le débit instantané maximal enregistré à Smarves a été de 17,1 m3/s le 1er janvier 1994, tandis que la valeur journalière maximale était de 16,4 m3/s le 28 décembre 1999. Si l'on compare la première de ces valeurs à l'échelle des QIX exposée plus haut, on constate que cette crue était à peine d'ordre vicennal, et donc nullement exceptionnelle, car destinée à se répéter tous les 15-18 ans en moyenne. La hauteur maximal instantanée a été enregistrée à 1 430 mm ou encore 1,43 m le 6 janvier 1994.

### Lame d'eau et débit spécifique
Au total, le Miosson est une rivière très peu abondante. La lame d'eau écoulée dans son bassin est de 82 millimètres annuellement, ce qui est plus de trois fois moindre que la moyenne d'ensemble de la France tous bassins confondus. C'est aussi lourdement inférieur à la moyenne du bassin du Clain (223 millimètres par an), de la Vienne (319 millimètres par an) et de la Loire (plus ou moins 245 millimètres par an). Le débit spécifique de la rivière (ou Qsp) atteint 2,6 litres par seconde et par kilomètre carré de bassin.

## Pêche
Le Miosson est un cours d'eau de première catégorie et un cours d'eau de deuxième catégorie.

## Tourisme
L'abbaye Saint-Junien de Nouaillé-Maupertuis est complètement entourée par des douves alimentées au nord d'une boucle du Miosson. De même, les douves du Château de Chambonneau sont baignées en eaux vives par le Miosson et, particulièrement, autour du jardin sur pilotis.

## Galerie

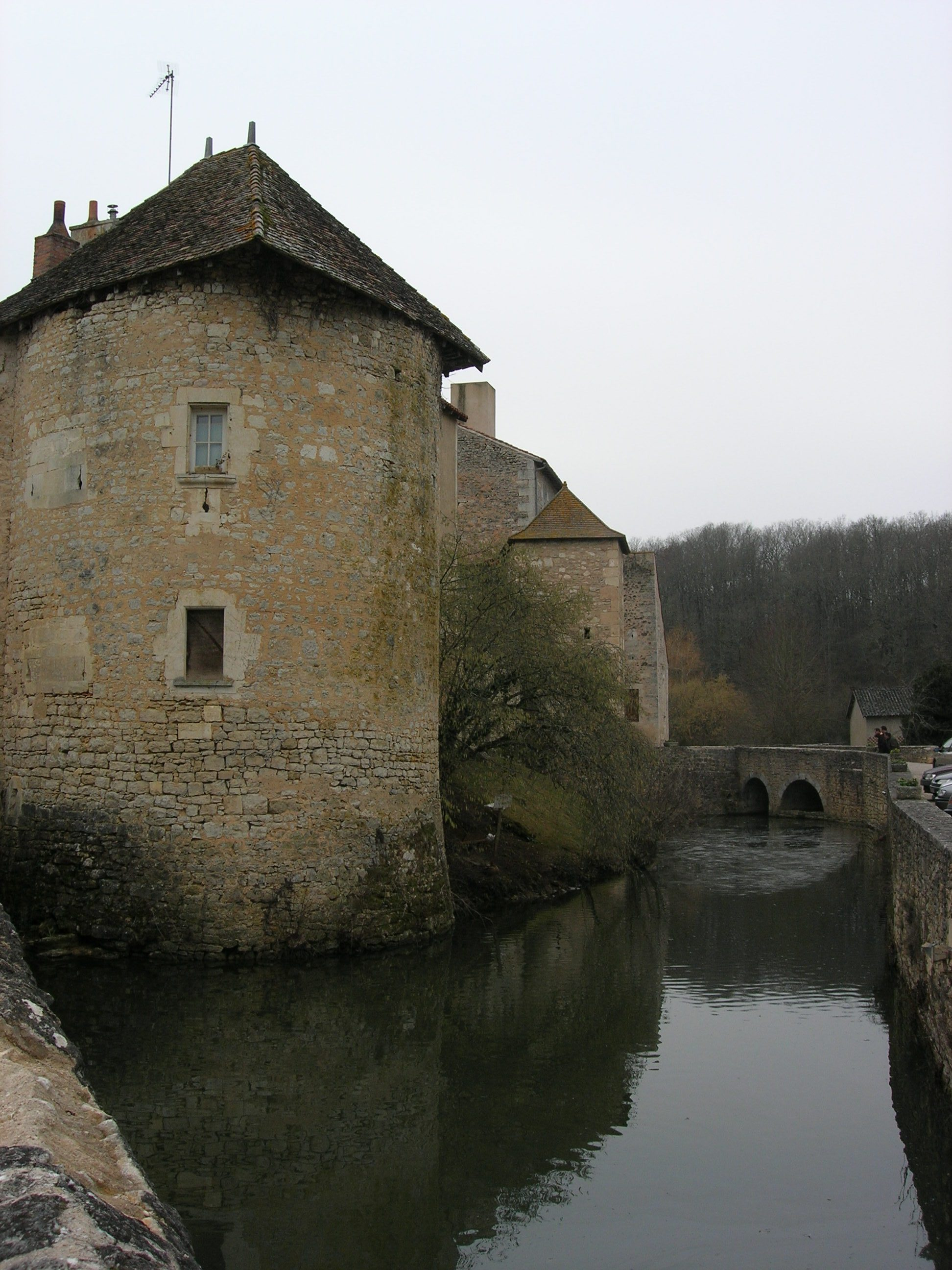
L'abbaye Saint-Junien de Nouaillé-Maupertuis et ses douves alimentée par le Miosson.
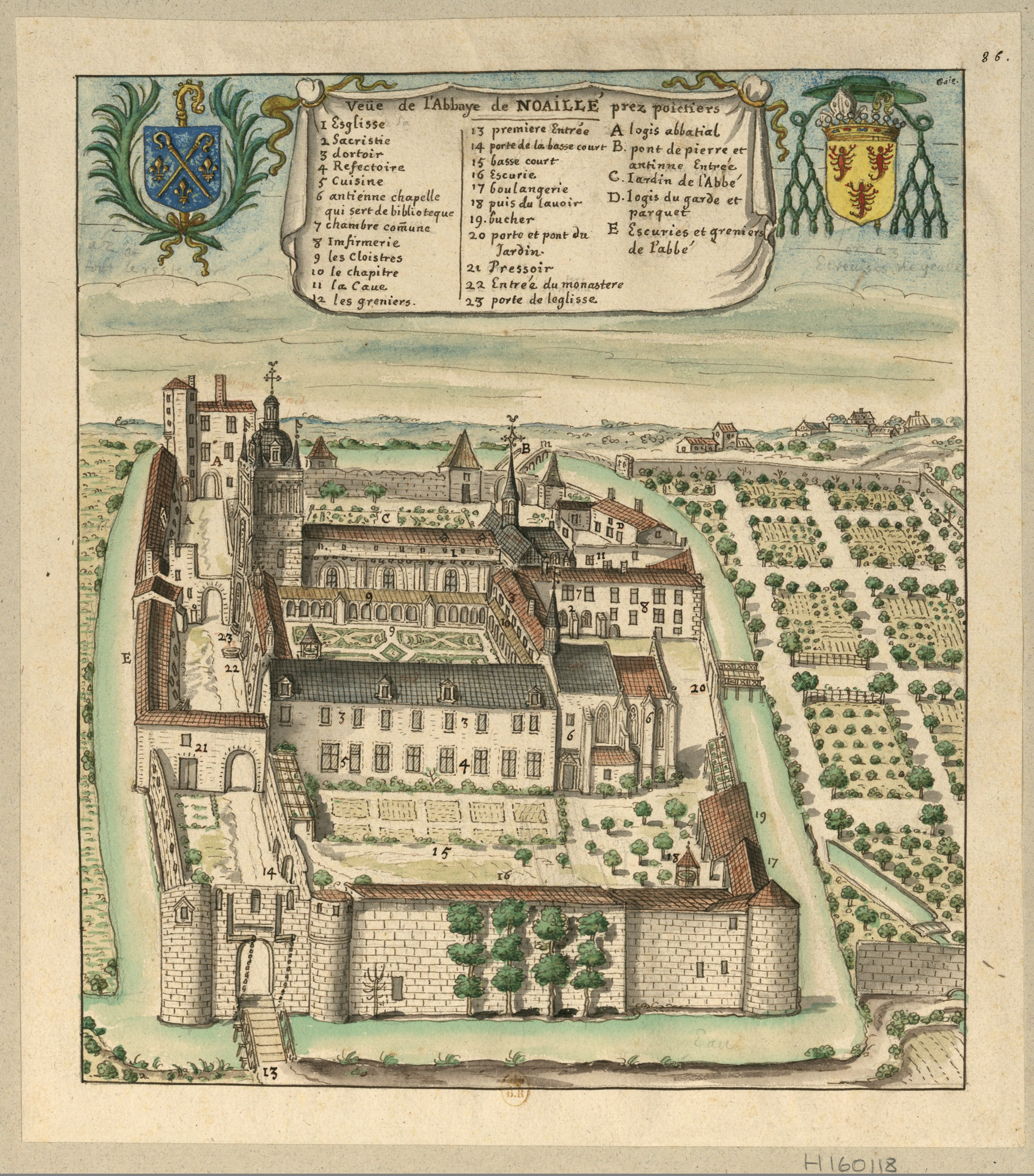
Douves de l'abbaye Saint-Junien de Nouaillé-Maupertuis alimentée par la Miosson.
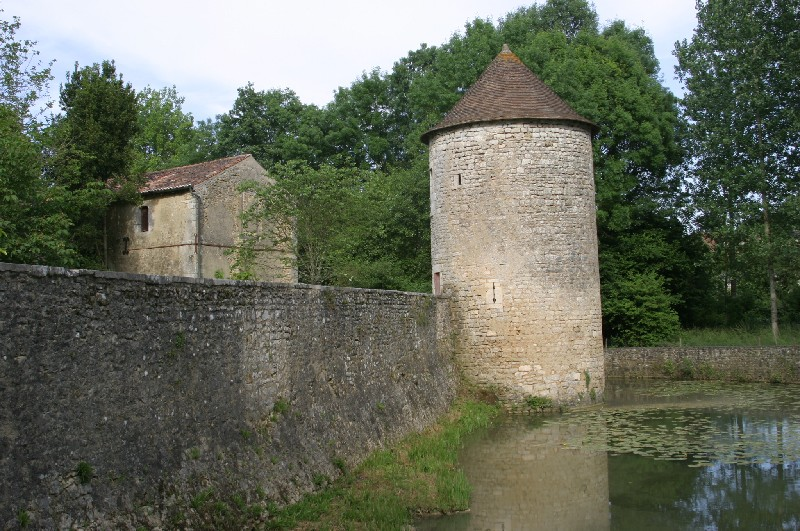
Détails et modillons (extérieur).

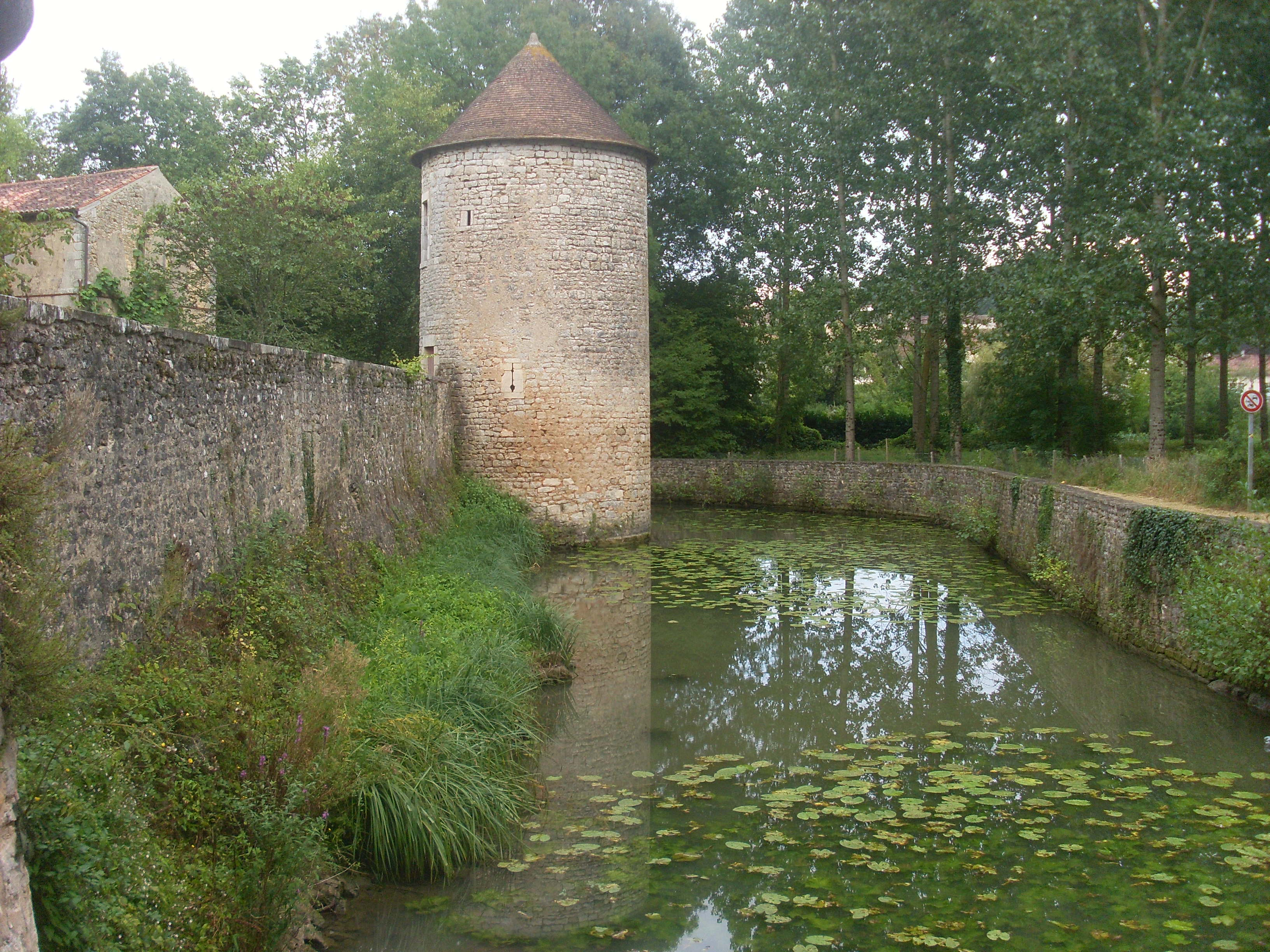